# Parazoanthus darwini
Parazoanthus darwini is een Zoanthideasoort uit de familie van de Parazoanthidae. De wetenschappelijke naam van de soort is voor het eerst geldig gepubliceerd in 2010 door James Reimer en  Takuma Fujii. Deze soort werd voor het eerst gevonden in de Galapagoseilanden. Het kan worden onderscheiden door zijn associatie met sponzen, door ongeveer 24-30 tentakels en poliepen die liggen ingebed in een goed ontwikkeld coenenchym.